# Morpho achilles
Morpho achilles é uma borboleta neotropical da família Nymphalidae, subfamília Satyrinae e tribo Morphini, descrita em 1758 por Carolus Linnaeus e com subespécies distribuídas pelas Guianas, Venezuela, Colômbia, Equador, Peru, Bolívia, Paraguai e Brasil (Amazonas, Pará, Mato Grosso), em altitudes de zero a 1.000 metros. Segundo Adrian Hoskins, Morpho achilles e a espécie relacionada, helenor, são reconhecidas pelas amplas faixas verticais de azul brilhante em suas faces superiores e pelos distintos anéis concêntricos em branco, preto, amarelo e vermelho, que formam ocelos no verso de suas asas anteriores e posteriores com tonalidades de verde-oliva e marrom. O tamanho desses ocelos e a largura das bandas azuis sobre o lado superior varia consideravelmente. Em M. achilles, vista por baixo, se apresenta um número de sete ocelos em cada par (anterior e posterior) de asas. O dimorfismo sexual é acentuado, com as fêmeas de dimensões maiores e menos frequentes; reconhecidas pelas margens escuras mais amplas sobre a superfície das asas.

## Hábitos
Adrian Hoskins cita que a maioria das espécies de Morpho passa as manhãs patrulhando trilhas ao longo dos cursos de córregos e rios. Nas tardes quentes e ensolaradas, às vezes, podem ser encontradas absorvendo a umidade da areia, visitando seiva a correr de troncos ou alimentando-se de frutos em fermentação. Otero afirma que M. achilles achilles vive na região amazônica e pode ser vista o ano todo em voo, geralmente a cerca de dois metros do solo.

## Subespécies
M. achilles possui oito subespécies:
- Morpho achilles achilles - Descrita por Linnaeus em 1758, de exemplar proveniente, na denominação, de "Psidio Americes" (Guianas, Amazonas ou Pará).[6][10]
- Morpho achilles patroclus - Descrita por C. & R. Felder em 1861, de exemplar proveniente da Colômbia.[12]
- Morpho achilles vitrea - Descrita por Butler em 1866, de exemplar proveniente da Bolívia.[9]
- Morpho achilles theodorus - Descrita por Fruhstorfer em 1907, de exemplar proveniente do Equador.
- Morpho achilles agamedes - Descrita por Fruhstorfer em 1912, de exemplar proveniente do Peru.[7][11]
- Morpho achilles phokylides - Descrita por Fruhstorfer em 1912, de exemplar proveniente da Bolívia.
- Morpho achilles guaraunos - Descrita por Le Moult em 1925, de exemplar proveniente da Venezuela.
- Morpho achilles fischeri - Descrita por Weber em 1962, de exemplar proveniente do Peru.[8]